# شهرک صنعتی میانه ۱
شهرک صنعتی میانه ۱ یکی از شهرک‌های صنعتی استان آذربایجان شرقی است که در ۲ کیلومتری شهر میانه واقع شده‌است.